# Філотехнічна асоціація
Філотехнічна асоціація — паризька асоціація, заснована в 1848 році математиком Еженом Ліоне (1805—1884), яка працює в галузі освіти дорослих. Бере свій початок від Політехнічної асоціації, яку очолював Огюст Конт.
Асоціації з однойменною назвою були створені в інших комунах Франції в 1850-х роках, зокрема в Іль-де-Франс в Корбей, Сен-Дені, Путо, Булонь-сюр-Сен, Сурен та ін.
Паризька філотехнічна асоціація пропонує якісне навчання у найрізноманітніших галузях, починаючи від класичної гітари та закінчуючи астрономією, включаючи гуманітарні науки, мистецькі дисципліни, 18 сучасних мов (включаючи французьку як іноземну), математику, автоматизацію діловодства тощо. Насправді майже 300 курсів викладаються з більш ніж 60 предметів.
Викладачі — добровольці, що дозволяє пропонувати курси за дуже низькими цінами близько 6000 студентів, як правило, на вечірніх заняттях або в суботу.
Штаб-квартира знаходиться на вулиці Фоссе-Сен-Жак, 18 у Парижі (5-й округ).
Президенти:
Булей де ла Мерт,
Джером Бонапарт,
Жуль Саймон,
Жуль Феррі,
Фердинанд Бюйсон,
Леон Буржуа,
Іполіт Карно,
Віктор Гюго (1880),
Северіано де Ередіа,
Пол Пенлеве,
Раймон Пуанкаре,
Ален Похер,
Моріс Шуман,
Гастон Моннервіль.

## Інтернет-ресурси
- Site de l'association philotechnique